# Abul al-Fazl ibn Mubarak
Pour les articles homonymes, voir Moubarak (homonymie).
Abul al-Fazl ibn Mubarak (pseudonyme Faidi) (né le 14 janvier 1551 à Âgrâ, Inde, mort (assassiné) le 12 août 1602 à Lahore, Pakistan) était un écrivain persan, ministre et historiographe de la cour moghole au XVIe siècle.

## Biographie
Fils de Shaikh Mubarak, un proche de l'empereur moghol Akbar, et frère du poète Abū el-Feizi ibn Mubarak appartenait à un courant millénariste, croyant que Mahomet allait ressusciter pour sauver le monde après mille ans passés dans son tombeau.
Entré en 1574 au service de l'empereur moghol Akbar (règne de 1556 à 1605), il mène l'armée moghole dans ses guerres dans le Deccan. Il meurt assassiné en 1602 lors d'un complot mené par le prince moghol Salim, fils d'Akbar, qui deviendra l'empereur Jahângîr.
Il est l'auteur de l'Akbarnāma , une chronique du règne et des institutions d'Akbar, et de Ain-i Akbarī.